# Eishockey-Weltmeisterschaft der Junioren 1996
Die Spiele der 20. Junioren-A-Weltmeisterschaft im Jahre 1996 fanden im Zeitraum vom 26. Dezember 1995 bis zum 5. Januar 1996 in Boston, USA, statt. Die B-Gruppe wurde in Sosnowiec und Tychy, Polen, ausgespielt, die C-Gruppe in Jesenice, Bled und Kranj, Slowenien und die D-Gruppe in Tallinn, Estland.

## A-Weltmeisterschaft
Es gab einige Neuerungen in diesem Jahr: Die A-Gruppe spielte zum ersten Mal mit zehn Mannschaften und die C2-Gruppe wurde wie im Seniorenbereich in D-Gruppe umbenannt. Kanada wurde zum neunten Mal Weltmeister und zog damit mit der UdSSR/Russland gleich.

### Modus
Zugelassen waren männliche Spieler unter 20 Jahren (U-20). Teilgenommen haben zehn Mannschaften, die in zwei Gruppen zu je fünf Mannschaften eingeteilt wurden. Jede Mannschaft spielte einmal gegen jeden Gruppengegner. Anschließend spielten die zwei Letzten pro Gruppe den einzigen Absteiger in die B-Weltmeisterschaft aus. Die drei besten Mannschaften pro Gruppe spielten in den Playoffs den Weltmeistertitel aus, wobei die beiden Gruppenersten ein Freilos für das Halbfinale erhielten. 

### Vorrunde
| Team        | CAN | USA | FIN | SUI | UKR | Tore  | Pkt. |
| ----------- | --- | --- | --- | --- | --- | ----- | ---- |
| 1. Kanada   |     | 6:1 | 3:1 | 2:1 | 8:1 | 19:4  | 8:0  |
| 2. USA      | 1:6 |     | 5:4 | 4:3 | 3:4 | 13:17 | 4:4  |
| 3. Finnland | 1:3 | 4:5 |     | 5:1 | 4:1 | 14:10 | 4:4  |
| 4. Schweiz  | 1:2 | 3:4 | 1:5 |     | 5:3 | 10:14 | 2:6  |
| 5. Ukraine  | 1:8 | 4:3 | 1:4 | 3:5 |     | 9:20  | 2:6  |

| Team           | CZE | RUS | SWE | SVK | GER | Tore  | Pkt. |
| -------------- | --- | --- | --- | --- | --- | ----- | ---- |
| 1. Tschechien  |     | 5:3 | 0:0 | 4:4 | 6:3 | 15:10 | 6:2  |
| 2. Russland    | 3:5 |     | 5:2 | 3:3 | 8:2 | 19:12 | 5:3  |
| 3. Schweden    | 0:0 | 2:5 |     | 6:0 | 6:2 | 14:7  | 5:3  |
| 4. Slowakei    | 4:4 | 3:3 | 0:6 |     | 4:4 | 11:17 | 3:5  |
| 5. Deutschland | 3:6 | 2:8 | 2:6 | 4:4 |     | 11:24 | 1:7  |

### Abstiegsrunde um die Plätze 7–10
| Team           | SVK   | GER   | SUI   | UKR   | Tore  | Pkt. |
| -------------- | ----- | ----- | ----- | ----- | ----- | ---- |
| 1. Slowakei    |       | (4:4) | 7:3   | 6:3   | 17:10 | 5:1  |
| 2. Deutschland | (4:4) |       | 3:3   | 5:0   | 12:7  | 4:2  |
| 3. Schweiz     | 3:7   | 3:3   |       | (5:3) | 11:13 | 3:3  |
| 4. Ukraine     | 3:6   | 0:5   | (3:5) |       | 6:16  | 0:6  |

### Play-offs
| Viertelfinale    |        |            |   |            |                             |
| 2. Januar 1996   | Boston | USA        | – | Schweden   | 0:3 (0:1,0:1,0:1)           |
| 2. Januar 1996   | Boston | Russland   | – | Finnland   | 6:2 (0:1,5:1,1:0)           |
|                  |        |            |   |            |                             |
| Spiel um Platz 5 |        |            |   |            |                             |
| 3. Januar 1996   | Boston | USA        | – | Finnland   | 8:7 n. V. (1:3,4:3,2:1,1:0) |
|                  |        |            |   |            |                             |
| Halbfinale       |        |            |   |            |                             |
| 3. Januar 1996   | Boston | Kanada     | – | Russland   | 4:3 (1:1,2:1,1:1)           |
| 3. Januar 1996   | Boston | Tschechien | – | Schweden   | 2:8 (0:0,1:2,1:6)           |
|                  |        |            |   |            |                             |
| Spiel um Platz 3 |        |            |   |            |                             |
| 4. Januar 1996   | Boston | Russland   | – | Tschechien | 4:1 (0:1,2:0,2:0)           |
|                  |        |            |   |            |                             |
| Finale           |        |            |   |            |                             |
| 5. Januar 1996   | Boston | Kanada     | – | Schweden   | 4:1 (1:1,2:0,1:0)           |

### Beste Scorer
Abkürzungen: Sp = Spiele, T = Tore, V = Assists, Pkt = Punkte, SM = Strafminuten; Fett: Turnierbestwert
| Spieler          | Mannschaft  | Sp | T | V | Pkt | SM |
| ---------------- | ----------- | -- | - | - | --- | -- |
| Jarome Iginla    | Kanada      | 6  | 5 | 7 | 12  | 4  |
| Florian Keller   | Deutschland | 6  | 4 | 8 | 12  |    |
| Marco Sturm      | Deutschland | 6  | 4 | 6 | 10  | 51 |
| Miika Elomo      | Finnland    | 6  | 4 | 5 | 9   | 10 |
| Johan Davidsson  | Schweden    | 7  | 3 | 6 | 9   | 4  |
| Alexei Morosow   | Russland    | 7  | 5 | 3 | 8   | 2  |
| Ruslan Schafikow | Russland    | 7  | 5 | 3 | 8   |    |
| Juho Jokinen     | Finnland    | 6  | 3 | 5 | 8   | 27 |
| Dmitri Nabokow   | Russland    | 7  | 3 | 5 | 8   | 4  |
| Marcus Nilson    | Schweden    | 7  | 3 | 5 | 8   |    |

### Abschlussplatzierungen
| Pl. | Team        |
| --- | ----------- |
| 1   | Kanada      |
| 2   | Schweden    |
| 3   | Russland    |
| 4   | Tschechien  |
| 5   | USA         |
| 6   | Finnland    |
| 7   | Slowakei    |
| 8   | Deutschland |
| 9   | Schweiz     |
| 10  | Ukraine     |

### Titel, Auf- und Abstieg
| Weltmeister Kanada | Chad Allan, Nolan Baumgartner, Jason Botterill, Curtis Brown, Marc Denis, Hnat Domenichelli, Christian Dubé, Denis Gauthier, Robb Gordon, Jason Holland, Jarome Iginla, Daymond Langkow, Brad Larsen, Alyn McCauley, Craig Mills, Chris Phillips, Jason Podollan, Wade Redden, José Théodore, Rhett Warrener, Mike Watt, Jamie Wright Trainer: Marcel Comeau |

| Silber Schweden | Niklas Anger, Per-Ragnar Bergkvist, Anders Burström, Johan Davidsson, Nils Ekman, Johan Finnström, David Halvardsson, Peter Hogardh, Kim Johnsson, Fredrik Loven, Per Anton Lundström, Johan Molin, Fredrik Möller, Marcus Nilson, Magnus Nilsson, Peter Nylander, Mattias Öhlund, Kristofer Ottosson, Samuel Påhlsson, David Petrasek, Daniel Tjärnqvist, Patrik Wallenberg Trainer: Harald Lückner |

| Bronze Russland | Ilja Gorochow, Alexei Jegorow, Wadim Jepantschinzew, Dmitri Klewakin, Alexei Kolkunow, Alexander Koroljuk, Sergei Lutschinkin, Igor Meljakow, Alexei Morosow, Dmitri Nabokow, Michail Ochotnikow, Andrei Petrakow, Jewgeni Petrotschinin, Andrei Petrunin, Dmitri Rjabykin, Sergei Samsonow, Ruslan Schafikow, Sergei Schalamai, Anton Selenow, Sergei Simakow, Andrei Sjusin, Alexei Wassiljew Trainerstab: Igor Dmitrijew, Walentin Gurejew |

| Absteiger:  | Ukraine |
| Aufsteiger: | Polen   |

### Auszeichnungen
Spielertrophäen
| Auszeichnung       | Spieler        | Team     |
| ------------------ | -------------- | -------- |
| Bester Torhüter    | José Théodore  | Kanada   |
| Bester Verteidiger | Mattias Öhlund | Schweden |
| Bester Stürmer     | Jarome Iginla  | Kanada   |

All-Star-Team
| Angriff:      | Alexei Morosow – Johan Davidsson – Jarome Iginla |
| Verteidigung: | Nolan Baumgartner – Mattias Öhlund               |
| Tor:          | José Théodore                                    |

## B-Weltmeisterschaft

### Vorrunde
| Team          | POL  | HUN | JPN | AUT  | Tore  | Pkt. |
| ------------- | ---- | --- | --- | ---- | ----- | ---- |
| 1. Polen      |      | 7:2 | 9:0 | 16:0 | 32:2  | 6:0  |
| 2. Ungarn     | 2:7  |     | 7:1 | 5:4  | 14:12 | 4:2  |
| 3. Japan      | 0:9  | 1:7 |     | 3:1  | 4:17  | 2:4  |
| 4. Österreich | 0:16 | 4:5 | 1:3 |      | 5:24  | 0:6  |

| Team          | LAT | ITA | NOR | FRA | Tore | Pkt. |
| ------------- | --- | --- | --- | --- | ---- | ---- |
| 1. Lettland   |     | 5:1 | 5:4 | 5:4 | 15:9 | 6:0  |
| 2. Italien    | 1:5 |     | 3:4 | 4:2 | 8:11 | 2:4  |
| 3. Norwegen   | 4:5 | 4:3 |     | 0:1 | 8:9  | 2:4  |
| 4. Frankreich | 4:5 | 2:4 | 1:0 |     | 7:9  | 2:4  |

### Play-downs gegen den Abstieg
| 1. Januar 1996 | Tychy | Frankreich | – | Österreich | 4:2 (2:1,0:0,2:1) |
| 3. Januar 1996 | Tychy | Frankreich | – | Österreich | 7:3 (3:1,3:2,1:0) |

### Finalrunde um die Plätze 1–6
| Team        | POL   | LAT   | NOR   | HUN   | ITA   | JPN   | Tore  | Punkte |
| ----------- | ----- | ----- | ----- | ----- | ----- | ----- | ----- | ------ |
| 1. Polen    |       | 5:3   | 3:2   | (7:2) | 7:0   | (9:0) | 31:7  | 10:0   |
| 2. Lettland | 3:5   |       | (5:4) | 5:4   | (5:1) | 4:2   | 22:16 | 8:2    |
| 3. Norwegen | 2:3   | (4:5) |       | 3:1   | (4:3) | 5:3   | 19:15 | 6:4    |
| 4. Ungarn   | (2:7) | 4:5   | 1:3   |       | 5:0   | (7:1) | 19:16 | 4:6    |
| 5. Italien  | 0:7   | (1:5) | (3:4) | 0:5   |       | 5:4   | 9:25  | 2:8    |
| 6. Japan    | (0:9) | 2:4   | 3:5   | (1:7) | 4:5   |       | 10:30 | 0:10   |

### Abschlussplatzierung der B-WM
| Pl. | Team       |
| --- | ---------- |
| 1   | Polen      |
| 2   | Lettland   |
| 3   | Norwegen   |
| 4   | Ungarn     |
| 5   | Italien    |
| 6   | Japan      |
| 7   | Frankreich |
| 8   | Österreich |

### Auf- und Abstieg
| Aufsteiger in die A-Gruppe:  | Polen      |
| Absteiger aus der A-Gruppe:  | Ukraine    |
| Absteiger in die C-Gruppe:   | Österreich |
| Aufsteiger aus der C-Gruppe: | Kasachstan |

### Topscorer
| Spieler            | Land     | Tore | Assists | Punkte |
| ------------------ | -------- | ---- | ------- | ------ |
| Rafał Selega       | Polen    | 4    | 8       | 12     |
| Pål Johnsen        | Norwegen | 5    | 6       | 11     |
| Robert Biela       | Polen    | 4    | 7       | 11     |
| Robert Kwiatkowski | Polen    | 3    | 8       | 11     |
| Tom Ivar Thompson  | Norwegen | 6    | 4       | 10     |

### Auszeichnungen
Spielertrophäen
| Auszeichnung       | Spieler       | Team     |
| ------------------ | ------------- | -------- |
| Bester Torhüter    | Chris Nygaard | Norwegen |
| Bester Verteidiger | Viktor Tokaji | Ungarn   |
| Bester Stürmer     | Rafal Selega  | Polen    |

## C-Weltmeisterschaft

### Vorrunde
| Team           | SLO  | DEN  | ROM  | NED  | Tore  | Pkt. |
| -------------- | ---- | ---- | ---- | ---- | ----- | ---- |
| 1. Slowenien   |      | 2:1  | 10:4 | 10:0 | 22:5  | 6:0  |
| 2. Dänemark    | 1:2  |      | 13:0 | 4:3  | 18:5  | 4:2  |
| 3. Rumänien    | 4:10 | 0:13 |      | 6:3  | 10:26 | 2:4  |
| 4. Niederlande | 0:10 | 3:4  | 3:6  |      | 6:20  | 0:6  |

| Team              | KAZ  | BLR  | GBR | ESP  | Tore  | Pkt. |
| ----------------- | ---- | ---- | --- | ---- | ----- | ---- |
| 1. Kasachstan     |      | 7:6  | 7:2 | 11:3 | 25:11 | 6:0  |
| 2. Belarus        | 6:7  |      | 6:4 | 11:0 | 23:11 | 4:2  |
| 3. Großbritannien | 2:7  | 4:6  |     | 8:1  | 14:14 | 2:4  |
| 4. Spanien        | 3:11 | 0:11 | 1:8 |      | 4:30  | 0:6  |

### Finale und Platzierungsspiele
| Spiel um Platz 7 |          |                |   |            |                   |
| 3. Januar 1996   | Jesenice | Niederlande    | – | Spanien    | 4:1 (2:0,1:0,1:1) |
|                  |          |                |   |            |                   |
| Spiel um Platz 5 |          |                |   |            |                   |
| 3. Januar 1996   | Jesenice | Großbritannien | – | Rumänien   | 3:2 (0:2,3:0,0:0) |
|                  |          |                |   |            |                   |
| Spiel um Platz 3 |          |                |   |            |                   |
| 3. Januar 1996   | Jesenice | Dänemark       | – | Belarus    | 5:4 (1:0,4:3,0:1) |
|                  |          |                |   |            |                   |
| Finale           |          |                |   |            |                   |
| 3. Januar 1996   | Jesenice | Slowenien      | – | Kasachstan | 5:6 (2:2,2:3,1:1) |

### Abschlussplatzierung der C-WM
| Pl. | Team           |
| --- | -------------- |
| 1   | Kasachstan     |
| 2   | Slowenien      |
| 3   | Dänemark       |
| 4   | Belarus        |
| 5   | Großbritannien |
| 6   | Rumänien       |
| 7   | Niederlande    |
| 8   | Spanien        |

### Auf- und Abstieg
| Aufsteiger in die B-Gruppe: | Kasachstan |
| Absteiger aus der B-Gruppe: | Österreich |
| Absteiger in die D-Gruppe:  | Spanien    |
| Aufsteiger in die C-Gruppe: | Kroatien   |

### Topscorer
| Spieler               | Land      | Tore | Assists | Punkte |
| --------------------- | --------- | ---- | ------- | ------ |
| Anatoli Wolodkewitsch | Belarus   | 4    | 9       | 13     |
| Kim Staal             | Dänemark  | 6    | 6       | 12     |
| Lasse Degn            | Dänemark  | 4    | 8       | 12     |
| Jesper Mølby          | Dänemark  | 4    | 8       | 12     |
| Grega Krajnc          | Slowenien | 8    | 3       | 11     |

### Auszeichnungen
Spielertrophäen
| Auszeichnung       | Spieler             | Team       |
| ------------------ | ------------------- | ---------- |
| Bester Torhüter    | Michael Senderovitz | Dänemark   |
| Bester Verteidiger | Klemen Kelgar       | Slowenien  |
| Bester Stürmer     | Petr Deviatkin      | Kasachstan |

## D-Weltmeisterschaft

### Vorrunde
| Team              | EST  | YUG | RSA  | Tore | Pkt. |
| ----------------- | ---- | --- | ---- | ---- | ---- |
| 1. Estland        |      | 4:2 | 20:1 | 24:3 | 4:0  |
| 2. BR Jugoslawien | 2:4  |     | 8:1  | 10:5 | 2:2  |
| 3. Südafrika      | 1:20 | 1:8 |      | 2:28 | 0:4  |

| Team         | CRO  | LTU  | BUL  | Tore | Pkt. |
| ------------ | ---- | ---- | ---- | ---- | ---- |
| 1. Kroatien  |      | 5:2  | 15:2 | 20:4 | 4:0  |
| 2. Litauen   | 2:5  |      | 19:2 | 21:7 | 2:2  |
| 3. Bulgarien | 2:15 | 2:19 |      | 4:34 | 0:4  |

### Finale und Platzierungsspiele
| Spiel um Platz 5 |         |                |   |           |                    |
| 4. Januar 1996   | Tallinn | Bulgarien      | – | Südafrika | 10:1 (2:0,3:1,5:0) |
|                  |         |                |   |           |                    |
| Spiel um Platz 3 |         |                |   |           |                    |
| 4. Januar 1996   | Tallinn | BR Jugoslawien | – | Litauen   | 5:4 (1:3,3:0,1:1)  |
|                  |         |                |   |           |                    |
| Finale           |         |                |   |           |                    |
| 4. Januar 1996   | Tallinn | Estland        | – | Kroatien  | 0:2 (0:0,0:1,0:1)  |

### Abschlussplatzierung der D-WM
| Pl. | Team           |
| --- | -------------- |
| 1   | Kroatien       |
| 2   | Estland        |
| 3   | BR Jugoslawien |
| 4   | Litauen        |
| 5   | Bulgarien      |
| 6   | Südafrika      |

### Auf- und Abstieg
| Aufsteiger in die C-Gruppe: | Kroatien |
| Absteiger aus der C-Gruppe: | Spanien  |

### Auszeichnungen
Spielertrophäen
| Auszeichnung       | Spieler        | Team     |
| ------------------ | -------------- | -------- |
| Bester Torhüter    | Robin Keller   | Kroatien |
| Bester Verteidiger | Marin Latković | Kroatien |
| Bester Stürmer     | Egidijus Bauba | Litauen  |